# Manuel Sanhouse
Manuel Alejandro Sanhouse Contreras (Mérida, 16 luglio 1975) è un ex calciatore venezuelano, di ruolo portiere.

## Carriera

### Club
Ha giocato per l'intera carriera in Venezuela, escluse due brevi parentesi in Cile e in Ecuador.

### Nazionale
Con la Nazionale di calcio venezuelana ha giocato dal 1999 al 2007, partecipando a tre Copa América. Principalmente era il portiere di riserva di Rafael Dudamel e Gilberto Angelucci.